# Aldo Palazzeschi
Aldo Palazzeschi (Florencia, 2 de febrero de 1885 - Roma, 17 de agosto de 1974) fue el seudónimo de Aldo Giurlani, un novelista, poeta, periodista y ensayista italiano.

## Biografía
Aldo Giurlani nació en Florencia en el seno de una familia burguesa acomodada, y estudió contaduría y actuación antes de publicar su primer libro de poesía, I cavalli bianchi (en español, Los caballos blancos) en 1905 usando el apellido de su abuela materna como seudónimo. Después de conocer a Filippo Tommaso Marinetti, se convirtió en un ferviente futurista. Sin embargo, nunca se sintió completamente identificado ideológicamente con el movimiento y se separó del grupo cuando Italia entró en la Primera Guerra Mundial, a la cual se opuso. Su "período futurista" (1910-1914) fue muy próspero para su carrera, ya que durante el mismo publicó una serie de libros que establecieron su reputación. La más notable de sus obras de la época es la novela Il codice di Perelà, publicada en 1911.
Durante el período de entreguerras, su productividad disminuyó, ya que se dedicó más al periodismo y a otras actividades. También en esta época se destacó como anti fascista. Regresó a la escritura con una serie de novelas publicadas a finales de la década de 1960 y principios de los años 1970 que le aseguraron su posición en el mundo literario vanguardista de posguerra.
Falleció en 1974 en su departamento en Roma. En la actualidad se lo considera una figura influyente sobre los escritores italianos modernos, especialmente sobre los neovanguardistas en prosa y verso. Su obra es reconocida por sus "elementos grotescos y fantásticos".

## Obras selectas
- I cavalli bianchi (1905)
- Lanterna (1907)
- Poemi (1909)
- L'incendiario (1910)
- Il codice di Perelà (1911)
- Il controdolore (1914)
- Due imperi... mancati (1920)
- Il Re Bello (1921)
- La piramide (1926)
- Stampe dell'Ottocento (1932)
- Sorelle Materassi (1934)
- Il palio dei buffi (1936)
- Allegoria di novembre (1943) [alias : riflessi (1ed., 1907)].
- Difetti 1905 (1947)
- I fratelli Cuccoli (1948)
- Bestie del '900 (1951)
- Roma (1953)
- Scherzi di gioventù (1956)
- Il buffo integrale (1966)
- Il doge (1967)
- Cuor mio (1968)
- Stefanino (1969)
- Storia di un'amicizia (1971)
- Via delle cento stelle (1972)
- Interrogatorio della contessa Maria (1988).